# Бенда, Иван Иванович
Иван Иванович (Ян Янович) Бе́нда (1879—1938) — российский/советский архитектор в Перми, чех польского происхождения, сын пивовара (из анкеты).

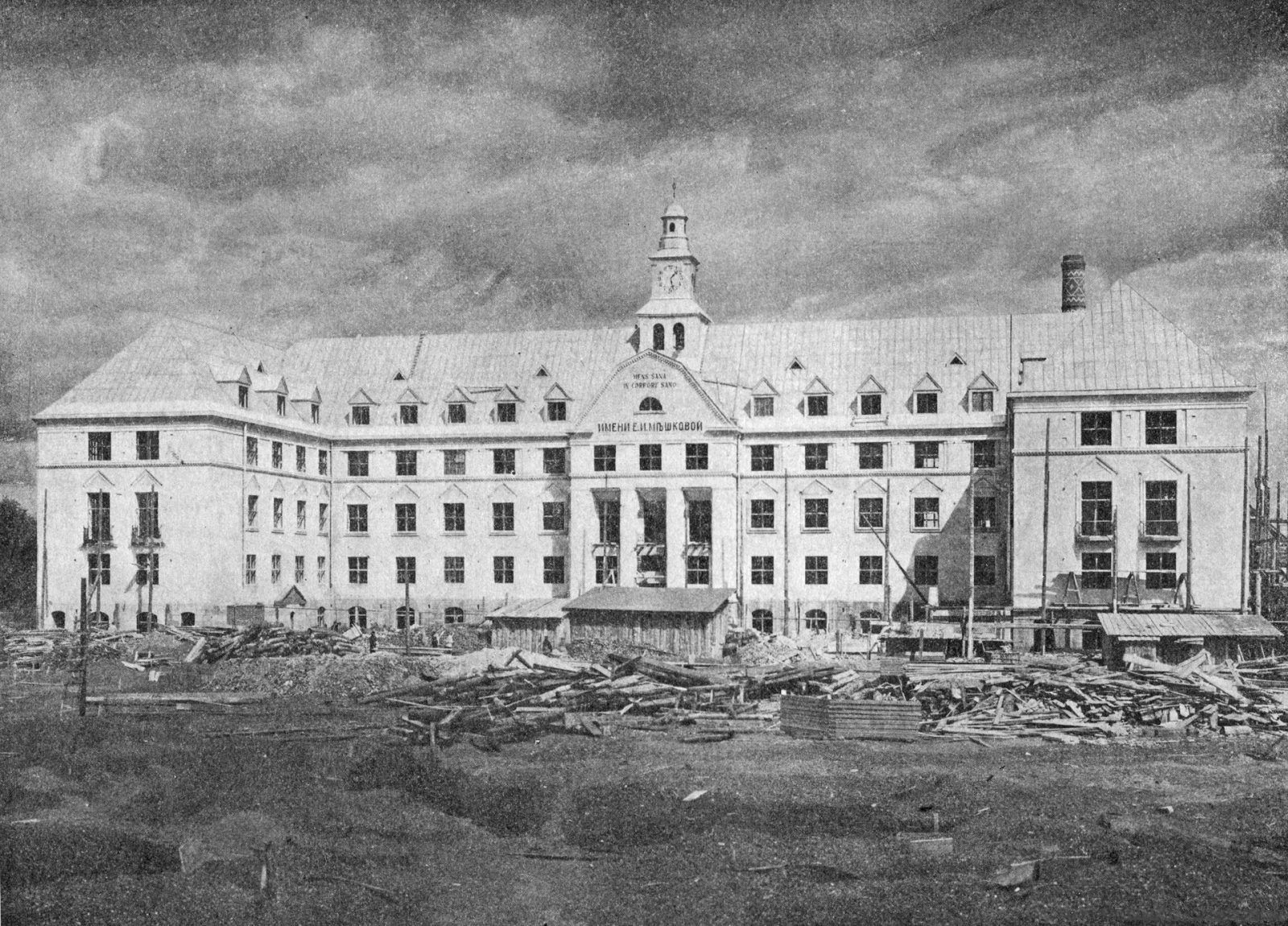
Пермь. Строительство Дома просветительных и благотворительных учреждений имени Е. И. Мешковой в 1915 г.

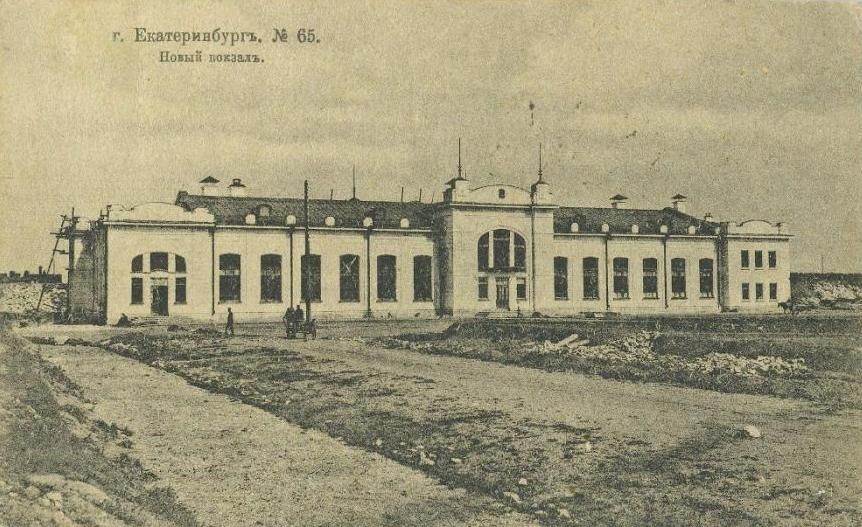
Екатеринбург. Новый железнодорожный вокзал

## Биография
Иван Иванович Бенда родился в Польше 12 января 1879, в м. Дроздово Ломжинской губернии. «В 1909 г. окончил курс Рижского политехнического института с отличием и званием инженера-архитектора.» (из собственного жизнеописания).
С 1910 г. работал в управлении Пермской железной дороги архитектором службы пути. В 1912 г. сменил в городской управе В. В. Попатенко и работал в должности городского архитектора в звании гражданского инженера с 1912 по 1919 гг. В 1916 г. Иван Иванович Бенда проживал в Перми по ул. Вознесенской, дом 49Б (напротив современного Дворца детского юношеского творчества).
Из собственного «Жизнеописания» от 1922 года: «С 1920 года по август 1922 года состоял заведующим Пермского Губернского Комитета Государственных Сооружений, причем в то же время был преподавателем по „Гражданской архитектуре“ на курсах Строительных десятников и на Техническом Факультете Пермского Государственного Университета до его закрытия.»
В 1930-е гг. И. И. Бенда работал архитектором на Нижнетагильском металлургическом заводе в Свердловской области.
22 ноября 1937 году он был арестован, 12 января 1938 года осуждён по обвинению в шпионаже (ст. 58, п. 6-9-.11) и 31 января 1938 года расстрелян. Реабилитирован 5 июня 1989 года военной прокуратурой Уральского Военного округа.

## Семья
Супруга — Евгения Францевна, дочь Евгения, сын Ян. Сын Ян Янович пошёл по стопам отца, упоминается в книге «Пермь. Очерк архитектуры» Терёхина А. С. в качестве архитектора, по его проектам построены жилой дом по улице Луначарского, 56 и «спортивный павильон на Центральном стадионе».

## Известные работы
Под руководством И. И. Бенды построены:

### В Перми
- здание ночлежного дома имени Е. И. Мешковой, занятое университетом;
- новый корпус городской электростанции;
- все здания 2-й клинической больницы (угол улиц Плеханова и Ленина, планировка по проекту архитектора В. В. Попатенко);
- жилые дома в рабочем посёлке;
- пристрой к клубу им. Ф. Э. Дзержинского;
- планировка поселка Светлый;
- здания деревообрабатывающего завода Товарищества «Постройка»;
- железобетонные здания бывшего Механического завода «Лесснер».

### В Екатеринбурге
- новый железнодорожный вокзал